# Stal Gorzów Wielkopolski
El Stal Gorzów Wielkopolski es un equipo de speedway motociclismo polaco con sede en la ciudad de Gorzów Wielkopolski. El equipo ha ganado la Liga Polaca de Speedway (en polaco: Speedway Ekstraliga).

## Palmarés
- Liga Polaca de Speedway (9): 1969, 1973, 1975, 1976, 1977, 1978, 1983, 2014, 2016

## Estadio
- Estadio Edward Jancarz[1] (capacidad: 15 024)
- Localización: Śląska, 66400 Gorzów Wielkopolski

## Plantilla 2016

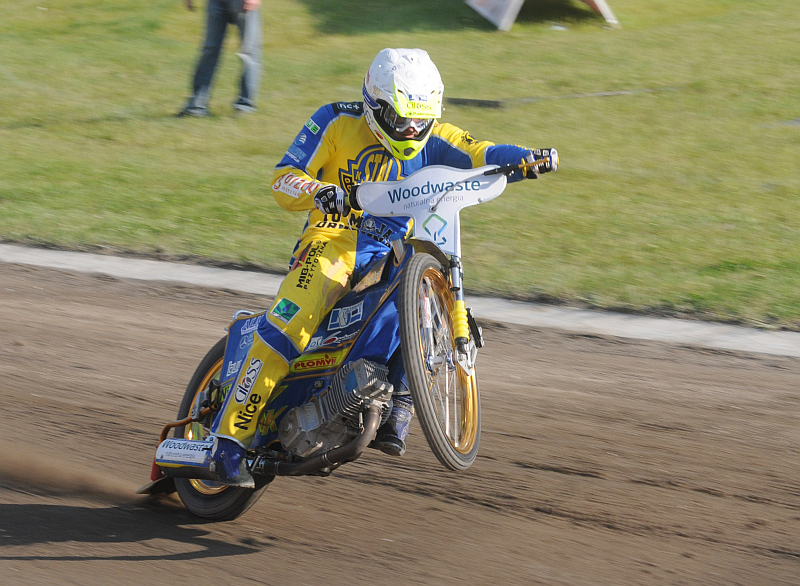
Krzysztof Kasprzak

- Niels-Kristian Iversen (corredores Grand Prix de Speedway)[2]
- Michael Jepsen Jensen
- Krzysztof Kasprzak
- Przemysław Pawlicki (capitán)
- Matej Žagar (corredores Grand Prix de Speedway)[3]
- Adrian Cyfer
- Łukasz Kaczmarek
- Rafał Karczmarz
- Kamil Nowacki
- Bartosz Zmarzlik (corredores Grand Prix de Speedway)[4]

## Jugadores destacados

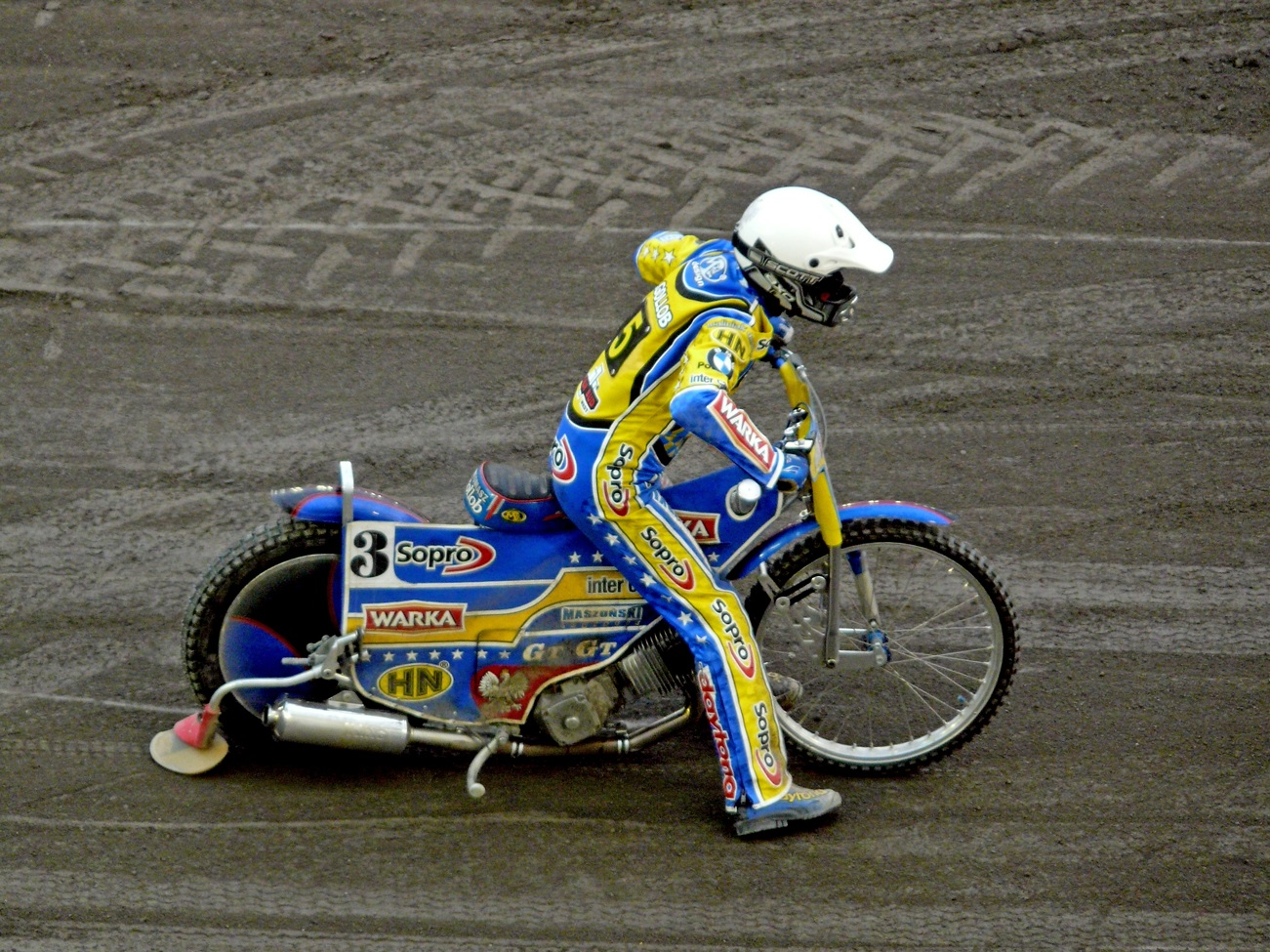
Tomasz Gollob temporada 2009

- Jason Crump (1994, 1996, 2000-2001)
- Tomasz Gollob (2008-2012)
- Billy Hamill (1994-1995)
- Gary Havelock (1992-1993, 1996)
- Niels-Kristian Iversen (2011–actualidad)
- Edward Jancarz (1965-1985)
- Andreas Jonsson (1999-2000)
- Krzysztof Kasprzak (2012–actualidad)
- Antal Kócsó (1991-1993)
- Mark Loram (2005)
- Edmund Migoś (1956-1971)
- Bogusław Nowak (1970-1984)
- Nicki Pedersen (2010-2011)
- Zenon Plech (1970-1976)
- Andrzej Pogorzelski (1963-1972)
- Jerzy Rembas (1971-1990)
- Tony Rickardsson (1997-1998)
- Piotr Świst (1984-1997, 2000-2002)
- Bartosz Zmarzlik (2010–actualidad)
- Matej Žagar (2009-2012, 2014–actualidad)